# Yacouba Sylla
Yacouba Sylla (ur. 29 listopada 1990 w Étampes) – francuski piłkarz pochodzenia malijskiego występujący na pozycji pomocnika.

## Życiorys

### Kariera klubowa
Od 2009 szkolił się w szkółce piłkarskiej SM Caen. W 2013 podpisał trzyipółletni kontrakt z pierwszoligowym Aston Villa. 14 lipca 2014 został wypożyczony do Kayseri Erciyesspor. 22 czerwca 2015 podpisał 4–letni kontrakt z pierwszoligowym Stade Rennais FC.
25 sierpnia 2016 został wypożyczony do Montpellier HSC, a w 2017 do Panathinaikosu. W 2018 trafił do KV Mechelen.
| Sezon   | Klub                       | Kraj    | Rozgrywki          | Mecze | Bramki | Rozgrywki Europy | Mecze | Bramki |
| ------- | -------------------------- | ------- | ------------------ | ----- | ------ | ---------------- | ----- | ------ |
| 2010/11 | Clermont Foot              | Francja | Ligue 2            | 21    | 0      | -                | -     | -      |
| 2011/12 | Clermont Foot              | Francja | Ligue 2            | 24    | 0      | -                | -     | -      |
| 2012/13 | Clermont Foot              | Francja | Ligue 2            | 21    | 0      | -                | -     | -      |
| 2012/13 | Aston Villa                | Anglia  | Premier League     | 11    | 0      | -                | -     | -      |
| 2013/14 | Aston Villa                | Anglia  | Premier League     | 11    | 0      | -                | -     | -      |
| 2014/15 | Kayseri Erciyesspor (wyp.) | Turcja  | Süper Lig          | 27    | 1      | -                | -     | -      |
| 2015/16 | Stade Rennais FC           | Francja | Ligue 1            | 20    | 0      | -                | -     | -      |
| 2016/17 | Stade Rennais FC           | Francja | Ligue 1            | 0     | 0      | -                | -     | -      |
| 2016/17 | Montpellier HSC (wyp.)     | Francja | Ligue 1            | 19    | 1      | -                | -     | -      |
| 2017/18 | Panathinaikos AO           | Grecja  | Superleague Ellada | 9     | 0      | -                | -     | -      |

Stan na: koniec 2017

### Kariera reprezentacyjna
Sylla, pomimo występów w kadrze Francji U-21, zdecydował się grać dla reprezentacji Mali. Pierwszy mecz rozegrał 9 czerwca 2013 w meczu eliminacji do MŚ 2014 w Brazylii z reprezentacją Rwandy (wynik 1:1). Wszedł wtedy na boisko w 70 minucie za Tongo Doumbię. Zaś pełny mecz zaliczył w spotkaniu z Beninem (2:2).